# Eriophorum
- Commons
- Wikispecies

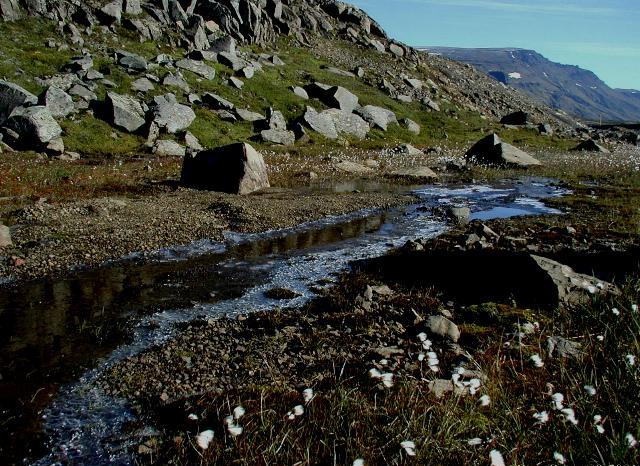
Eriophorum angustifolium.

Eriophorum  L.  é um género botânico pertencente à família Cyperaceae. Também conhecidas como Capim Algodão e Cotonete.
São plantas herbáceas perenes com folhas delgadas semelhante às da grama.  São plantas anemófilas. As superfícies das  sementes são cobertas com uma massa macia de algodão que são dispersadas pelo vento para germinação.
São encontradas em todo o Hemisfério Norte, particularmente abundantes em regiões Árcticas de tundra. Preferem locais úmidos de montanha, terrenos silicosos e turfeiras. Certas espécies são encontradas em pântanos alcalinos  (terrenos calcários).
O gênero é composto por aproximadamente 70 espécies.
Na classificação taxonômica de Jussieu (1789), Eriophorum é um gênero  botânico,  ordem  Cyperoideae,  classe Monocotyledones com estames hipogínicos.

## Sinonímia
- Eriophoropsis Palla
- Erioscirpus Palla

## Espécies
- Eriophorum altaicum Meinsh.
- Eriophorum angustifolium Honck.
- Eriophorum brachyantherum Trautv. & C.A.Mey.
- Eriophorum callitrix Cham. ex C.A.Mey.
- Eriophorum chamissonis C.A.Mey.
- Eriophorum comosum (Wall.) Wall. ex C.B.Clarke
- Eriophorum crinigerum (A.Gray) Beetle
- Eriophorum gracile W.D.J.Koch ex Roth
- Eriophorum japonicum Maxim.
- Eriophorum latifolium Hoppe
- Eriophorum microstachyum Boeck.
- Eriophorum russeolum Fr. ex Hartm.
- Eriophorum scheuchzeri Hoppe
- Eriophorum tenellum Nutt.
- Eriophorum vaginatum L.
- Eriophorum virginicum L.
- Eriophorum viridicarinatum (Engelm.) Fern.
- «Lista completa»

## Classificação do gênero
| Sistema | Classificação                     | Referência               |
| ------- | --------------------------------- | ------------------------ |
| Linné   | Classe Triandria, ordem Monogynia | Species plantarum (1753) |

## Galeria

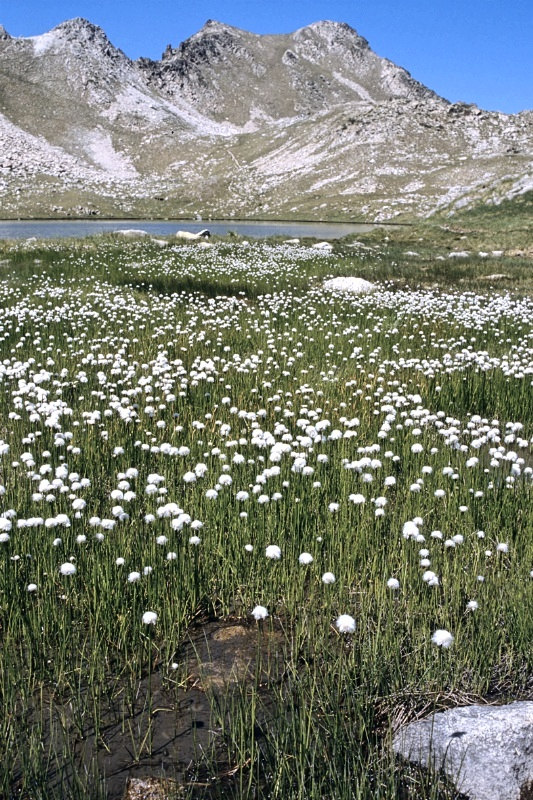
Eriophorum sp. Pyrénées
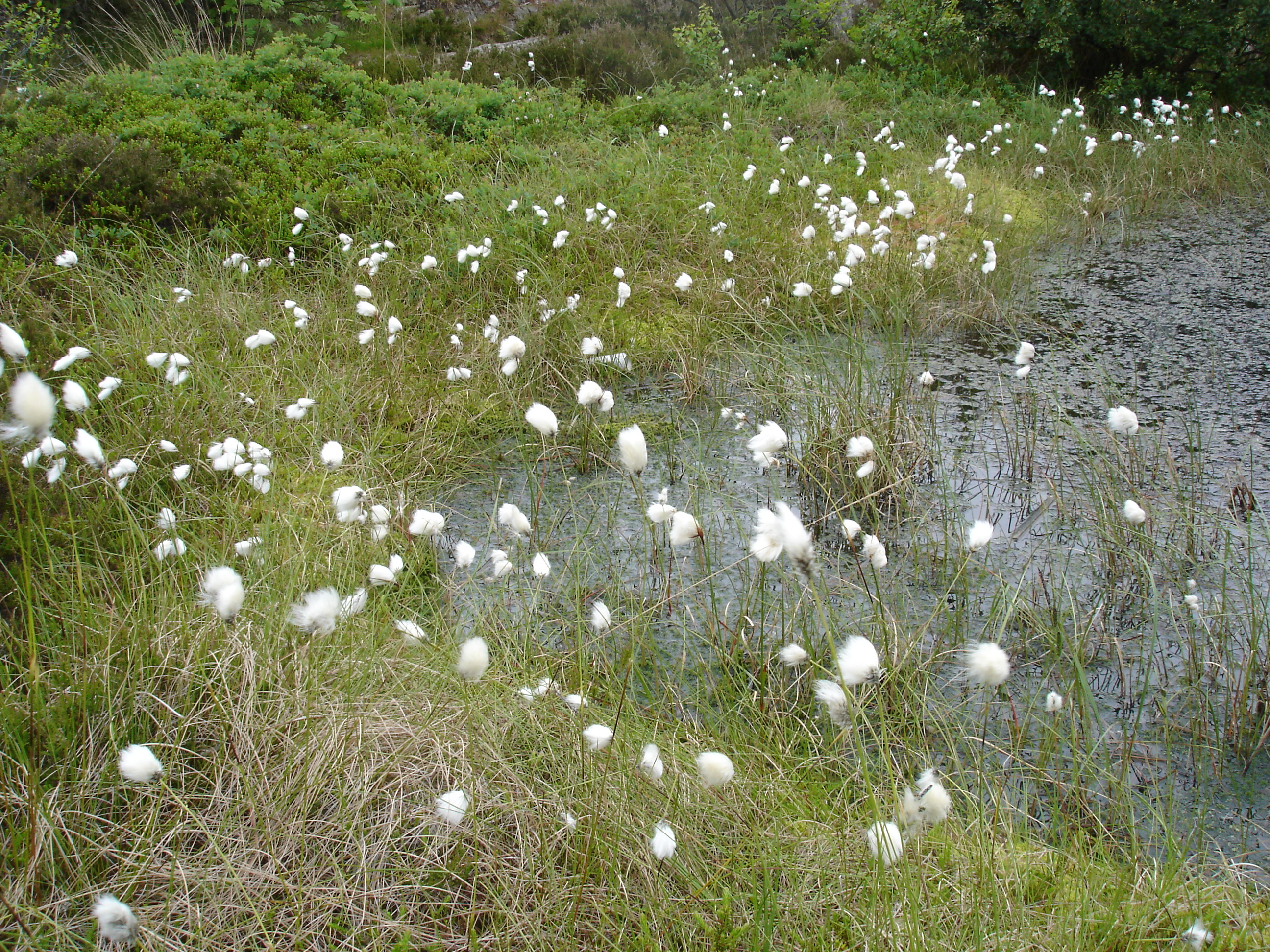
Eriophorum angustifolium
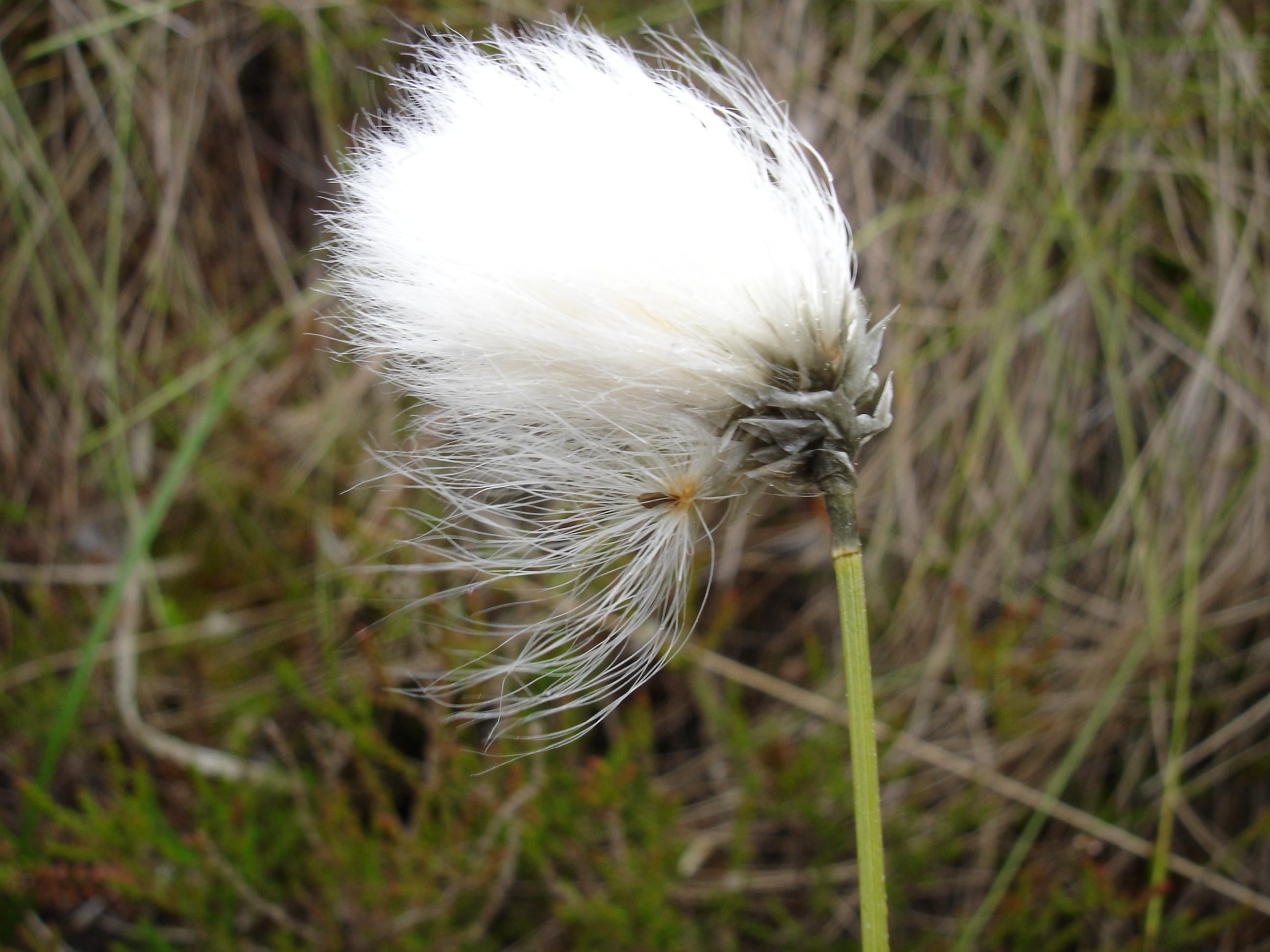
Eriophorum angustifolium
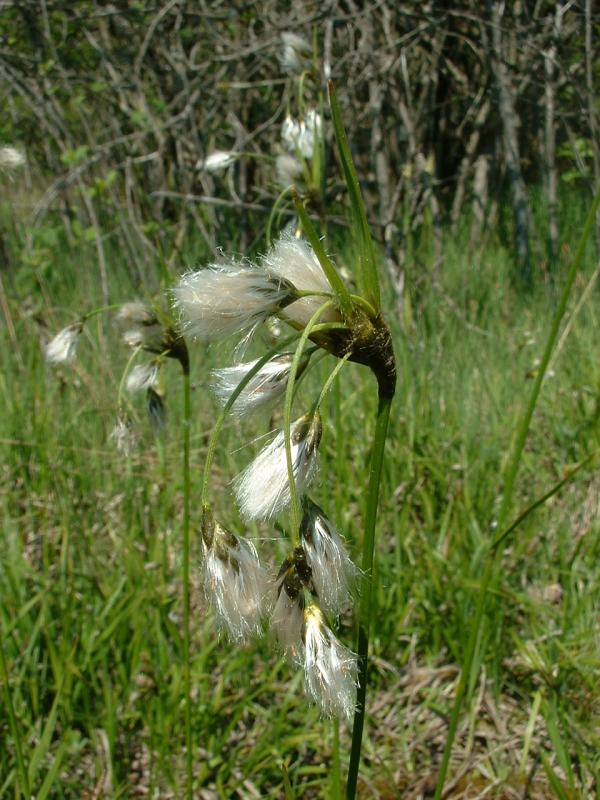
Eriophorum latifolium
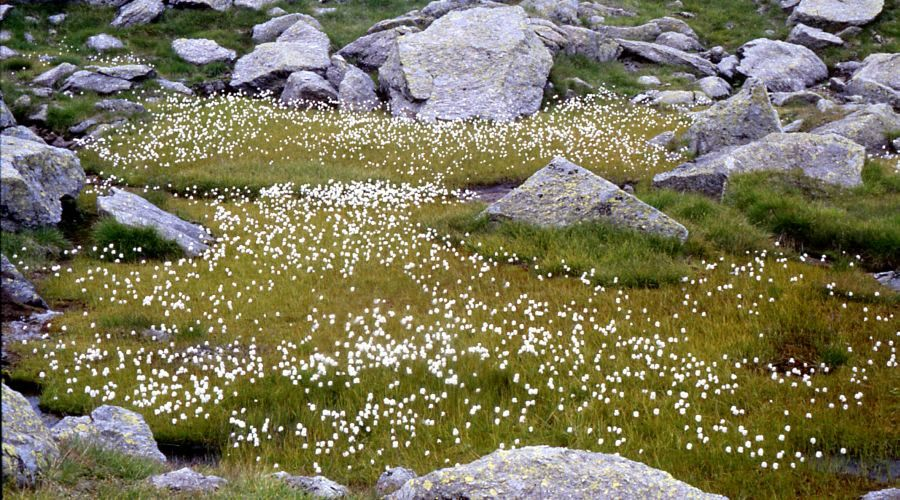
Eriophorum scheuchzeri
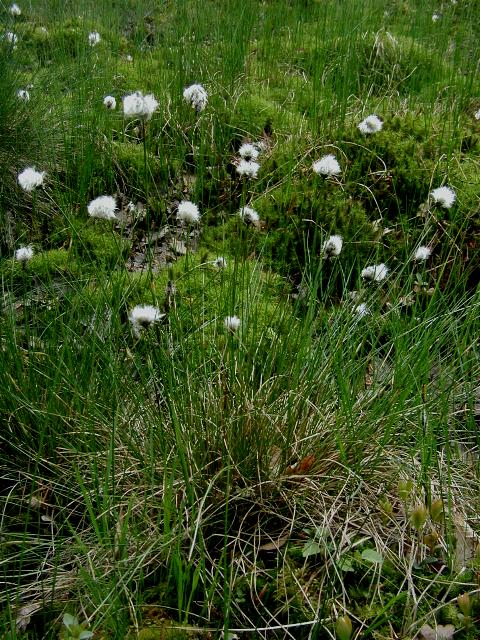
Eriophorum vaginatum